# غاز كنودسن

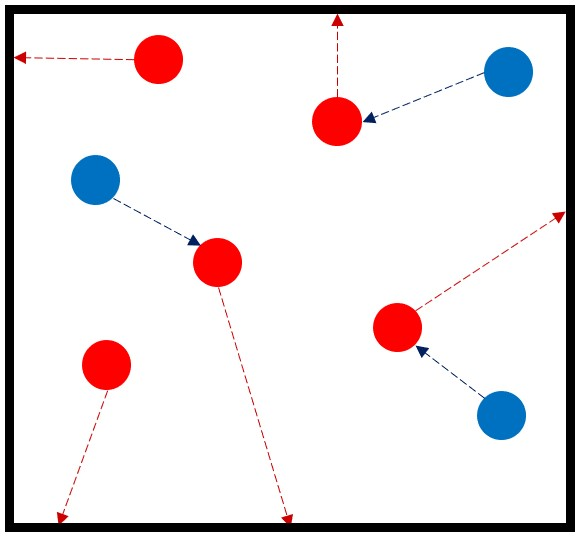

غاز كنودسن  يعود سبب التسمية إلى العالم مارتن كنودسن. يعتبر غاز كنودسن في الفيزياء والكيمياء غازاً في حالة كثافة منخفضة بحيث يكون متوسط المسار الحر للجزيئات أكبر من قطر الوعاء الذي يحتوي عليه. في هذه الحالة سوف تهيمن تصادمات جزيئات الغاز مع جدران الوعاء بدلاً من بعضها البعض على النظام الديناميكي الجزيئي.
يطلق على تدفق الغاز عبر الأنبوب اسم تدفق كنودسن عندما يمكن التعبير عنه على أنه اختلاف بين تدفقين مستقلين يدخلان الأنبوب من خلال نهايات أطرافه المختلفة.